# مالی کینگ
مالی کینگ (به انگلیسی: Mollie King) (زاده ۴ ژوئن ۱۹۸۷) خوانندهٔ انگلیسی است.
او عضو گروه د ستردیز است.